# Pemba
Pemba é uma cidade moçambicana,  capital da província de Cabo Delgado. Administrativamente é um município (autarquia local) e um distrito (unidade local do governo central). Até 1976 a cidade tinha o nome de "Porto Amélia". De acordo com o censo de 2017 a cidade tem uma área de 102 km² e uma população de 200 529 habitantes.
A cidade encontra-se situada à saída da Baía de Pemba, a 3ª maior baía do mundo e a primeira na África em termo de profundidade e também uma das mais bem protegidas do litoral moçambicano. Localiza-se, em linha reta, a 1 666 km (2 450 km através de rodovias) a nordeste da capital nacional, Maputo.

## História
Não há registo de ocupação permanente no período pré-colonial, sendo a área visitada por pescadores suaílis e malgaxes. A primeira tentativa de ocupação portuguesa apenas ocorreu em meados do século XIX com a construção de um fortim, que foi abandonado poucos anos depois.
A ocupação definitiva apenas viria a ter lugar em 1898 quando a recém-formada Companhia do Niassa, que detinha poderes de administração do território, elevou um pequeno posto comercial à categoria de povoação. Pouco tempo depois Pemba torna-se Porto Amélia em homenagem à última rainha portuguesa.
Com o fim da concessão da Companhia do Niassa em 1929, Pemba torna-se capital do recém-criado Distrito de Cabo Delgado. Este facto põe ponto final à transferência da administração portuguesa desta região da vila do Ibo para Pemba. Esta transferência correspondeu a mudanças no transporte marítimo - navios maiores - que beneficiavam das excelentes características do porto natural de Pemba, e à ocupação e exploração do interior do território, para a qual Pemba estava melhor localizada.
Porto Amélia foi elevada à categoria de vila em 19 de Dezembro de 1934 e a cidade em 18 de Outubro de 1958, regressando à designação Pemba depois da independência nacional, em Março de 1976. Desde Dezembro de 2013 é também um distrito, uma unidade local do governo central para administrar as suas competências. O antigo distrito de Pemba-Metuge a que pertencia, tomou o nome de Metuge na mesma altura (sem incluir já a cidade).

## Geografia

### Clima
A cidade litoral de Pemba, localizada ao norte de Moçambique, tem um clima equatorial húmido, com um inverno seco (Koppen: Aw). As temperaturas apresentam pequena amplitude térmica, devido à localização tropical e à considerável proximidade com a linha do Equador. Quanto à precipitação, há duas estações bem definidas, ao longo do ano: a estação seca e a estação húmida. A estação húmida dura de dezembro a abril, e traz altos índices pluviométricos, com o mês mais húmido sendo o de março, com 202,2 mm de média mensal. Por outro lado, a estação seca alonga-se de maio a novembro, e traz, secundariamente, temperaturas mais frescas, com céu ensolarado e baixa precipitação. O mês mais seco do ano é, tipicamente, setembro, com 2,2mm de precipitação. A humidade é muito alta durante a estação húmida, com média de 80-90%, sendo muito mais baixa durante a estação seca. O mês mais quente é janeiro ou fevereiro, e o mais frio é julho.
| Dados climatológicos para Pemba, Moçambique              | Dados climatológicos para Pemba, Moçambique | Dados climatológicos para Pemba, Moçambique | Dados climatológicos para Pemba, Moçambique | Dados climatológicos para Pemba, Moçambique | Dados climatológicos para Pemba, Moçambique | Dados climatológicos para Pemba, Moçambique | Dados climatológicos para Pemba, Moçambique | Dados climatológicos para Pemba, Moçambique | Dados climatológicos para Pemba, Moçambique | Dados climatológicos para Pemba, Moçambique | Dados climatológicos para Pemba, Moçambique | Dados climatológicos para Pemba, Moçambique | Dados climatológicos para Pemba, Moçambique |
| Mês                                                      | Jan                                         | Fev                                         | Mar                                         | Abr                                         | Mai                                         | Jun                                         | Jul                                         | Ago                                         | Set                                         | Out                                         | Nov                                         | Dez                                         | Ano                                         |
| -------------------------------------------------------- | ------------------------------------------- | ------------------------------------------- | ------------------------------------------- | ------------------------------------------- | ------------------------------------------- | ------------------------------------------- | ------------------------------------------- | ------------------------------------------- | ------------------------------------------- | ------------------------------------------- | ------------------------------------------- | ------------------------------------------- | ------------------------------------------- |
| Temperatura máxima média (°C)                            | 30,8                                        | 30,9                                        | 30,8                                        | 30,4                                        | 29,5                                        | 28,3                                        | 27,8                                        | 27,7                                        | 28,7                                        | 29,5                                        | 30,4                                        | 30,8                                        | 29,6                                        |
| Temperatura mínima média (°C)                            | 23,2                                        | 23,1                                        | 22,8                                        | 22,0                                        | 20,3                                        | 18,3                                        | 18,2                                        | 19,6                                        | 19,8                                        | 21,6                                        | 23,0                                        | 23,5                                        | 21,1                                        |
| Precipitação (mm)                                        | 146,4                                       | 256,0                                       | 202,2                                       | 122,0                                       | 32,4                                        | 15,0                                        | 11,3                                        | 7,9                                         | 2,2                                         | 11,3                                        | 41,6                                        | 124,5                                       | 872,8                                       |
| Fonte: HKO (Observatório de Hong Kong) fevereiro de 2012 |                                             |                                             |                                             |                                             |                                             |                                             |                                             |                                             |                                             |                                             |                                             |                                             |                                             |

### Demografia
A evolução histórica da população de Pemba é apresentada na seguinte tabela:

## Infraestrutura

### Transportes

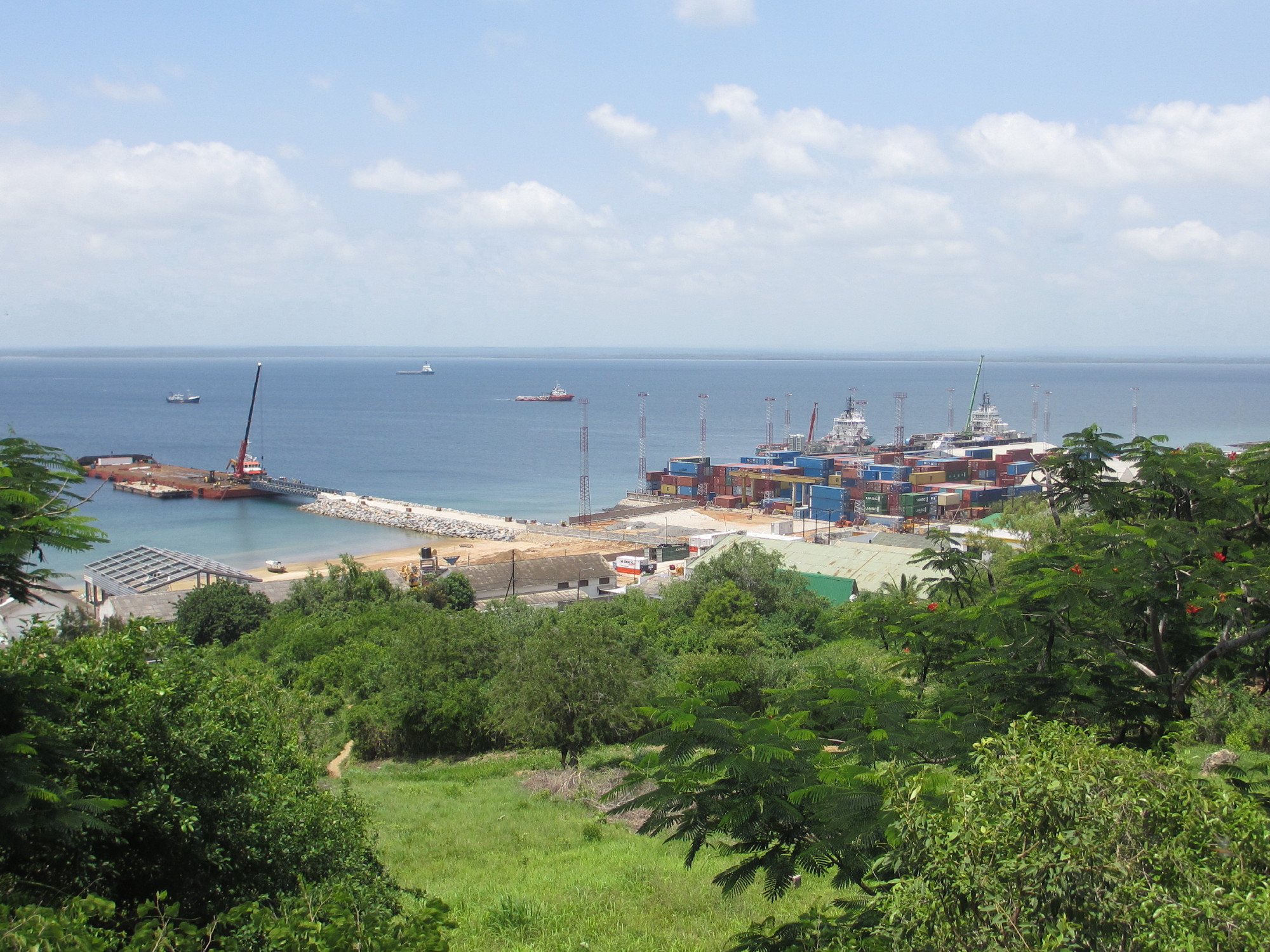
O porto de Pemba

A cidade de Pemba é interligada ao território nacional pela rodovia N1, que a liga a Mieze, Metoro e Montepuez, todas a oeste. Outra rodovia importante é a R760, de ligação com Mecufi.
A sua mais importante facilidade logística é o Porto de Pemba, na excelente Baía de Pemba, que serve para escoamento de todo o tipo de produtos da província de Cabo Delgado. Em Maio de 2024 o governo moçambicano anunciou um pacote de investimentos que incluem a reabilitação do cais de atracagem de 115 metros e a construção de um pontão flutuante para suporte às actividade de exploração de gás e petróleo.
A cidade também é servida por um aeroporto menor, o Aeroporto Internacional de Pemba, que recebe voos domésticos regulares e internacionais, como a ligação Pemba-Joanesburgo, Pemba-Nairobi e Pemba - Dar Es Salam.

## Educação
Existem diversas instituições educacionais quer públicas ou privadas na cidade, desde escolas de infância,  escolas primárias, escolas secundárias, institutos técnicos e as delegações de algumas universidades existentes no país como a Universidade Católica de Moçambique (UCM), Universidade Alberto Chipande (UniAC),  Escola Superior de Economia e Gestão (ESEG), e IsCED.
A cidade de Pemba possui um campus da Universidade Lúrio (UniLúrio), onde funciona a Faculdade de Ciências Naturais e a Faculdade de Engenharias.

## Divisão Administrativa
Em termos administrativos, a cidade de Pemba possui actualmente 17 bairros municipais, nomeadamente: Alto-Gingone, Cariacó, Cimento, Chuiba, Eduardo Mondlane, Ingonane, Josina Machel, Koba, Maringanha, Muaria, Mahate, Muxara, Metula, Napica, Natite, Wimbe e Paquitequete.